# Pentekostalizm we Włoszech

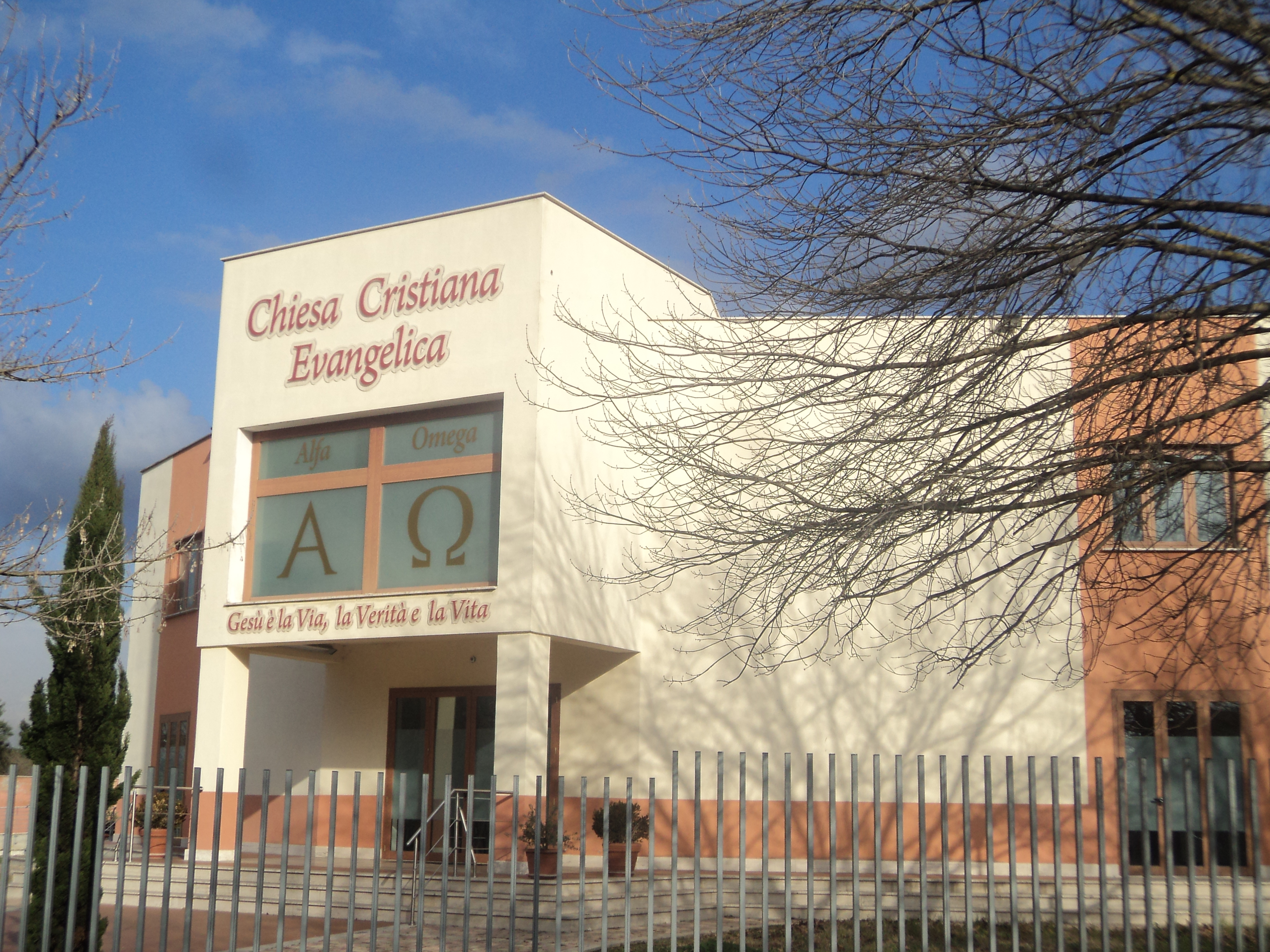
Zbór w Rzymie.

Pentekostalizm we Włoszech – ruch religijny tworzony przez społeczność zielonoświątkowców we Włoszech. Włochy po Wielkiej Brytanii mają największą liczbę zielonoświątkowców, wśród krajów Europy Zachodniej. Liczbę zielonoświątkowców w tym kraju szacuje się na ponad 500 tysięcy. Podobnie jak w innych krajach, we Włoszech zielonoświątkowcy są podzieleni na różne denominacje, a największą są Zbory Boże.

## Historia
Za początkową datę włoskiego ruchu zielonoświątkowego przyjmuje się 15 września 1907, kiedy prezbiteriańskie zgromadzenie w Chicago stało się pierwszym włoskim kościołem zielonoświątkowym. Niektórzy nawróceni włoscy emigranci wrócili już w następnym roku i rozpoczęli misję we Włoszech. Do 1910 r. we Włoszech istniało cztery wspólnoty zielonoświątkowe. W 1920 r. pomimo I wojny światowej liczba ta wzrosła do czternastu.
Pentekostalizm kwitł we Włoszech do 1934 roku, kiedy rozpoczęły się prześladowania faszystowskie. Zabroniono wtedy spotkań, a nabożeństwa zostały uznane za nielegalne. Pastorzy byli wysyłani do więzień lub obozów koncentracyjnych. Mimo to, pewne grupy uciekały się do tajnych spotkań odbywających się „w jaskiniach, piwnicach lub w prywatnych domach za zakratowanymi drzwiami”. Widząc rozprzestrzenianie się mniejszościowych kościołów protestanckich we Włoszech, prześladowania wspierał Kościół katolicki.
Rządy terroru Mussoliniego zakończyły się w roku 1944. Jednak okres swobody pod okupacją aliancką nie trwał długo. W latach 1949–59 nadszedł kolejny okres ucisku. W tym czasie zgromadzenia walczyły o uznanie prawne. W 1959 dzięki interwencji Federalnej Rady Kościołów, Zbory Boże we Włoszech uzyskały wymagany status prawny.
W połowie XX wieku było już 60 tys. członków w 350 zgromadzeniach. Zielonoświątkowcy stali się największą protestancką wspólnotą we Włoszech. W 1970 roku Zbory Boże osiągnęły 700 kościołów i ponad 100 tysięcy członków.
Najbardziej znaną postacią włoskiego pentekostalizmu jest Luigi Francescon (1866–1964) z Udine, który nawrócił się w Chicago. W 1910 r. Franceson wyjechał z Chicago do pracy ewangelizacyjnej wśród Włochów w Brazylii. Jego praca misyjna zaowocowała powstaniem Kongregacji Chrześcijan, która urosła do ponad 3 milionów wyznawców.

## XXI wiek

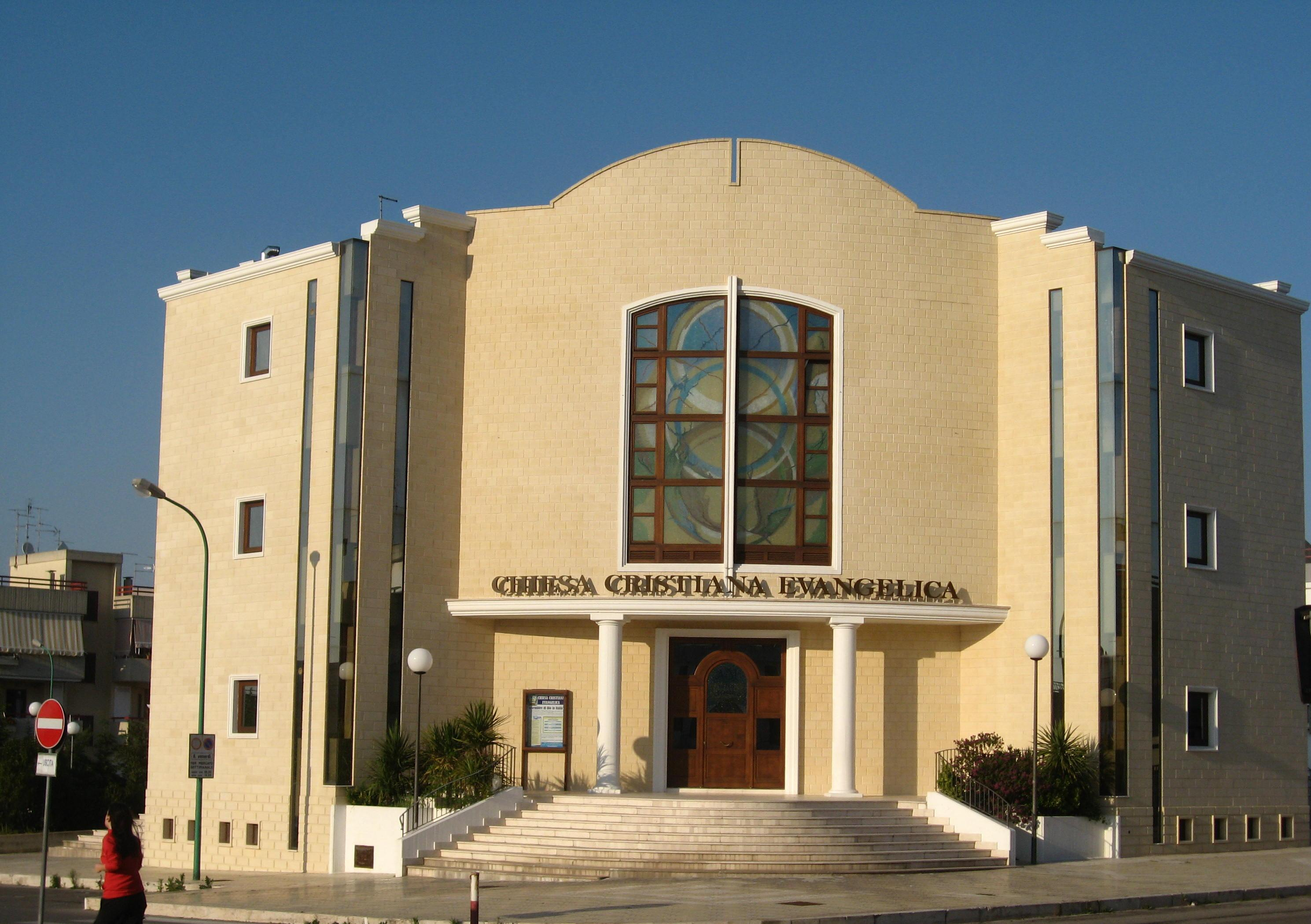
Zbór w Mottola.

Największą zielonoświątkową denominacją z ponad 1100 kościołów są Zbory Boże. Różne kościoły połączyły się w 2000 r., tworząc drugą pod względem wielkości grupę zielonoświątkową w kraju, o nazwie Federacja Kościołów Zielonoświątkowych.
Jednym z największych nowych kościołów jest Międzynarodowy Kościół Ewangeliczny, założony przez Johna McTernana z USA, a który w 1972 r. został członkiem Światowej Rady Kościołów.
Zielonoświątkowe Kongregacje Chrześcijańskie i Włoski Kościół Chrześcijańsko-Zielonoświątkowy wywodzą się z Lombardii i praktykują surowy kongregacjonalizm bez hierarchii kościelnej.
W ostatnich latach ruch zielonoświątkowy zasila afrykańska migracja do Włoch. Obecność afrykańskich kościołów jest skutkiem masowego przemieszczania się ludzi z krajów Afryki Zachodniej i Środkowej, gdzie pentekostalizm gwałtownie rośnie. Do głównych krajów pochodzenia zielonoświątkowych migrantów należą: Nigeria, Ghana, Wybrzeże Kości Słoniowej i Kongo.